# Liste der Nummer-eins-Hits in Frankreich (1966)
Diese Liste enthält alle Nummer-eins-Hits in Frankreich im Jahr 1966. Es gab in diesem Jahr 15 Nummer-eins-Singles.
| - Sheila – Le folklore américain - 4 Wochen (25. Dezember 1965 – 21. Januar 1966, insgesamt 5 Wochen; → 1965) - The Beatles – Michelle - 5 Wochen (22. Januar – 25. Februar) - Claude François – Le Jouet extraordinaire - 1 Woche (26. Februar – 4. März) - Mireille Mathieu – Mon crédo - 5 Wochen (5. März – 8. April) - Antoine – Les élubrications d'Antoine - 1 Woche (9. April – 15. April) - Sheila – Le cinéma - 4 Wochen (16. April – 13. Mai) - Johnny Hallyday – Cheveux longs, idées courtes - 5 Wochen (14. Mai – 17. Juni) - Sheila – Bang bang - 1 Woche (18. Juni – 24. Juni, insgesamt 3 Wochen) - Salvatore Adamo – Ton nom - 1 Woche (25. Juni – 1. Juli, insgesamt 3 Wochen) - Sheila – Bang bang - 2 Wochen (2. Juli – 15. Juli, insgesamt 3 Wochen) - Salvatore Adamo – Ton nom - 2 Wochen (16. Juli – 29. Juli, insgesamt 3 Wochen) - Claude François – Amoureux du monde entier - 1 Woche (30. Juli – 5. August) - Michel Polnareff – Love Me, Please Love Me - 6 Wochen (6. August – 16. September) - Les Sunlights – Le déserteur - 1 Woche (17. September – 23. September) - Johnny Hallyday – Noir c'est noir - 7 Wochen (24. September – 11. November) - Sheila – L'heure de la sortie - 2 Wochen (12. November – 25. November) - Jacques Dutronc – Les playboys - 6 Wochen (26. November 1966 – 6. Januar 1967) |